# Гібралтар 2021 (шаховий турнір)
Гібралтар 2021 — жіночий шаховий турнір, четвертий етап серії Гран-прі ФІДЕ серед жінок 2019—2020 років, що проходив у Гібралтарі з 22 травня по 2 червня 2021 року. Попередньо турнір планувався на Сардинії з 2 по 15 травня 2020 року, але у зв'язку з пандемією коронавірусної хвороби його було перенесено на невизначений термін.

## Загальна інформація
- Категорія: 11-та (середній рейтинг: 2514,58).

### Розклад змагань
- Ігрові дні: 3-8, 10-14 травня 2020 року
- Вихідний день: 9 травня 2020 року

### Контроль часу
- 90 хвилин на 40 ходів, 30 хвилин до закінчення партії та додатково 30 секунд на хід починаючи з 1-го ходу.

### Критерії визначення переможця та розподілу місць
Якщо двоє або більше учасників набрали однакову кількість очок, розподіл місць визначається наступним чином:
- 1. Результат особистої партії;
- 2. Кількість виграних партій;
- 3. Коефіцієнт Зоннеберга-Бергера.

### Учасниці
| - Цзюй Веньцзюнь ( КНР, 2576) — 2 - Гампі Конеру ( Індія, 2560) — 4 - Марія Музичук ( Україна, 2551) — 5 - Анна Музичук ( Україна, 2547) — 6 - Катерина Лагно ( Росія, 2545) — 7 - Валентина Гуніна ( Росія, 2502) — 11 | - Нана Дзагнідзе ( Грузія, 2502) — 12 - Антоанета Стефанова ( Болгарія, 2491) — 15 - Аліна Кашлінська ( Росія, 2487) — 16 - Чжао Сюе ( КНР, 2485) — 18 - Елізабет Петц ( Німеччина, 2479) — 23 - Марі Себаг ( Франція, 2450) — 29 |

жирним  — місце в рейтингу станом на вересень 2019 року

## Турнірна таблиця
| №  | Шахістка            | Країна      | Рейтинг | 1 | 2 | 3 | 4 | 5 | 6 | 7 | 8 | 9 | 10 | 11 | 12 | Очки | Місце  |
| -- | ------------------- | ----------- | ------- | - | - | - | - | - | - | - | - | - | -- | -- | -- | ---- | ------ |
| 1  | Жансая Абдумалік    | Казахстан   | 2472    |   | ½ | ½ | ½ | 1 | 1 | ½ | 1 | 1 | 1  | 1  | ½  | 8½   | Gold   |
| 2  | Марія Музичук       | Україна     | 2544    | ½ |   | 1 | ½ | ½ | ½ | ½ | 0 | ½ | 1  | 1  | 1  | 7    | Silver |
| 3  | Гюнай Мамедзаде     | Азербайджан | 2443    | ½ | 0 |   | 1 | ½ | ½ | 0 | 1 | ½ | 1  | ½  | 1  | 6½   | Bronze |
| 4  | Катерина Лагно      | Росія       | 2546    | ½ | ½ | 0 |   | ½ | ½ | ½ | 1 | ½ | 1  | ½  | 1  | 6½   | 4      |
| 5  | Елізабет Петц       | Німеччина   | 2456    | 0 | ½ | ½ | ½ |   | 1 | ½ | 1 | ½ | 0  | ½  | 1  | 6    | 5      |
| 6  | Нана Дзагнідзе      | Грузія      | 2453    | 0 | ½ | ½ | ½ | 0 |   | ½ | ½ | 1 | ½  | 1  | 1  | 6    | 6      |
| 7  | Анна Музичук        | Україна     | 2517    | ½ | ½ | 1 | ½ | ½ | ½ |   | 0 | ½ | 1  | 0  | ½  | 5½   | 7      |
| 8  | Аліна Кашлінська    | Росія       | 2494    | 0 | 1 | 0 | 0 | 0 | ½ | 1 |   | 1 | 0  | ½  | 1  | 5    | 8      |
| 9  | Антоанета Стефанова | Болгарія    | 2470    | 0 | ½ | ½ | ½ | ½ | 0 | ½ | 0 |   | 1  | 1  | 0  | 4½   | 9      |
| 10 | Валентина Гуніна    | Росія       | 2421    | 0 | 0 | 0 | 0 | 1 | ½ | 0 | 1 | 0 |    | 1  | 1  | 4½   | 10     |
| 11 | Дінара Садуакасова  | Казахстан   | 2500    | 0 | 0 | ½ | ½ | ½ | 0 | 1 | ½ | 0 | 0  |    | 1  | 4    | 11     |
| 12 | Ірина Бульмага      | Румунія     | 2440    | ½ | 0 | 0 | 0 | 0 | 0 | ½ | 0 | 1 | 0  | 0  |    | 2    | 12     |